# Paederus
Paederus ist eine Gattung der Käfer aus der Familie der Kurzflügler (Staphylinidae) innerhalb der Unterfamilie Paederinae mit weltweiter Verbreitung. Sie kommt in Europa mit 16 Arten vor, 10 sind auch in Mitteleuropa heimisch.

## Merkmale
Die Käfer sind verhältnismäßig groß und meistens relativ bunt gefärbt. Der basal glänzende Halsschild ist nur wenig punktförmig strukturiert. Der Kopf ist rundlich und gestielt, mit stark verengten Schläfen und sehr kurzen Wangen. Das vierte Tarsenglied ist zweilappig. Die Deckflügel der mitteleuropäischen Arten sind alle blau gefärbt, ihre Halsschilde sind rot.

## Vorkommen und Lebensweise
Die Tiere leben an sandigen Gewässerufern und auf feuchten Wiesen. Man kann sie an sonnigen Tagen beim schnellen Umherlaufen mit nach oben gekrümmten Hinterleib beobachten. In West- und Zentralafrika lebt die Art Paederus sabaeus, in Ostafrika Paederus eximius. Beide Arten, die lokal als Championsfliege oder Nairoby Fly bezeichnet werden, sind gefürchtet als Verursacher von Kontaktdermatitis. Die aggressiven, 7 bis 13 mm langen Insekten sondern, wenn sie sich bedroht fühlen, das Pederin ab, das auf der Haut die Paederus-Dermatitis auslöst. Ein spezifisches Gegengift existiert nicht, zurzeit (2019) werden Paederus-Ekzeme mit einer Kombination aus Kortisonen und Antibiotika behandelt. Beide Arten neigen gelegentlich zu Massenvermehrung.

## Arten (Auswahl)
- Paederus melanurus Aragona, 1830
- Paederus brevipennis Lacordaire, 1835
- Uferkurzflügler (Paederus littoralis) Gravenhorst, 1802
- Paederus riparius (Linnaeus, 1758)
- Paederus caligatus Erichson, 1840
- Paederus sabaeus Erichson, 1840
- Paederus eximius

## Medizinische Bedeutung
Etwa 30 Arten der Gattung Paederus sind bekannt dafür, beim Menschen Hautläsionen oder Dermatitis zu verursachen, diese wird als Dermatitis Linearis, alternativ Paederus-Dermatitis bezeichnet. Einige Stunden nach Kontakt kommt es zu einer Hautrötung, verbunden mit Juckreiz, Ödembildung und Abschuppen. Dies kann längere Zeit, bis hin zu mehreren Wochen, erhalten bleiben. Später bildet sich an derselben Stelle oft eine Narbe oder ein gelblicher Pigmentfleck. Außerdem kann eine als Pederosis (oder „Nairobi eye“) bezeichnete Bindehautentzündung des Auges hervorgerufen werden. Verantwortlich für die Beschwerden ist Pederin, ein Amin komplexer Zusammensetzung, das in der Hämolymphe der Käfer vorkommt. Meist kommt es zum Kontakt, wenn Käfer versehentlich gequetscht werden, oft Nachts, nachdem Käfer in menschliche Behausungen zum Licht geflogen sind. Fälle von Paederus-Dermatitis sind aus Asien, Afrika, Südamerika und Australien bekannt, aus Europa sind Fälle aus Italien bekannt geworden.

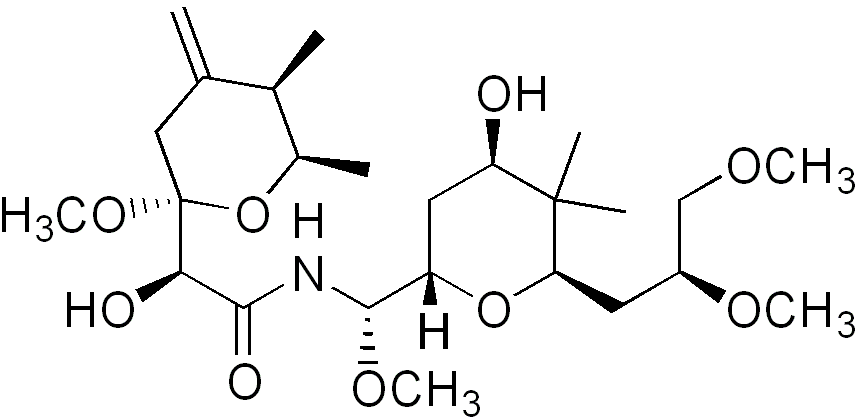
Pederin

Pederin wurde 1953 in Italien erstmals isoliert, dazu wurden Millionen von Käfern getötet und extrahiert. Das Gift kommt in hohen Dosen vor allem bei Weibchen vor der Eiablage vor, die es an die Eier weitergeben. In Larven und Männchen sind nur geringe Konzentrationen nachweisbar, die auf die dem Ei mitgegebene Menge zurückgehen. Etwa ein Zehntel der Weibchen tragen dabei aus unbekannten Gründen kein Gift. Der biologische Sinn des Gifts ist der Schutz vor räuberischen Wolfsspinnen (Lycosidae). Pederin ist strukturell im Tierreich fast einzigartig. Nachdem ähnliche Toxine bei marinen Organismen wie einigen Schwammarten isoliert werden konnten, kam rasch der Verdacht auf, es handele sich um ein bakterielles Toxin; dies wurde später unter anderem durch Infektionsversuche bestätigt, bei denen das Gift auf giftfreie Weibchen per Infektion übertragen werden konnte, aber nur, wenn nicht gleichzeitig Antibiotika gegeben wurden. Synthetisiert wird Pederin demnach von einer Pseudomonas-Art, deren Kultivierung aber bisher nicht gelungen ist. Pederin blockiert die Proteinsynthese am 80S-Ribosom der Eukaryoten. Der Stoff ist pharmakologisch interessant und wird u. a. zur Tumorsuppression getestet.